# Ornithodesmus cluniculus
Ornithodesmus (il cui nome significa "collegamento con gli uccelli") è un genere estinto di dinosauro teropode dromeosauride vissuto nel Cretaceo inferiore, circa 125 milioni di anni fa (Aptiano-Barremiano), sull'Isola di Wight, in Inghilterra. L'Ornithodesmus deve il suo nome al suo osso sacro, molto simile a quello dei moderni uccelli, e che ha fatto supporre agli scienziati che lo hanno descritto di trovarsi di fronte ad un uccello antico, e successivamente identificato come uno pterosauro. Pertanto i resti di pterosauro più completi sono stati successivamente assegnati ad Ornithodesmus, finché una successiva analisi ha determinato che il campione originale proveniva da un piccolo teropode, in particolare un dromeosauride. Tutto il materiale relativo all'ordine degli pterosauri, precedentemente assegnato, fu attribuito al genere Istiodactylus.

## Descrizione
Essendo noto solo per un osso sacro isolato, si sa ben poco circa il reale aspetto di Ornithodesmus. Le spine neurali dell'osso sacro, sono fuse e formano una struttura di circa 9,6 centimetri, che è leggermente arcuata. Le basi delle spine neurali formano una piattaforma laterale e le prime due vertebre della sequenza avevano profonde cavità vuote, che formano lo spazio perfetto per le sacche d'aria, strutture per alleggerire il peso presenti negli uccelli e nei dinosauri.
Sulla base della sua identità come dromeosauro, l'animale era probabilmente carnivoro o eventualmente onnivoro, con dimensioni di circa 1,8 metri (5,9 piedi) di lunghezza. Sono noti altri denti della stessa formazione di Ornithodesmus, tuttavia questi sono molto più grandi. Sulla base di questi denti si può supporre la presenza di un velociraptorino, che dalle dimensioni dei denti e quindi del cranio, potrebbe aver raggiunto le dimensioni del grande dromeosauride Utahraptor.

## Storia e classificazione
Ornithodesmus venne descritto da Harry Govier Seeley, nel 1887, sulla base di una serie di sei vertebre fuse dal fianco rinvenute da William D. Fox, nella Formazione Wessex di Brook Bay. Seeley pensò che le ossa provenivano da uccelli primitivo e per questo gli fu attribuito il nome composto da due sostantivi greci, ὄρνις (ornis, cioè uccello) e δεσμός (desmos, cioè congiunzione). Cluniculus deriva dal latino e significa piccole natiche (clunes), in riferimento alle cosce piccole.
Nello stesso anno, John Hulke (in un documento anonimo) ha suggerito i resti appartenenti ad uno pterosauro. Seeley più tardi cambiò il parere di Hulke, quando descrisse lo scheletro completo (modello numero BMNH R176) di una nuova specie di pterosauro, che riteneva strettamente legato a O. cluniculus. Egli ha chiamato questa nuova specie Ornithodesmus latidens, nel 1901. Anche se ora è considerato uno pterosauro, Seeley lo considerò lontano parente degli uccelli e suggerì la teoria dell'evoluzione degli uccelli diretti discendenti dei pterosauri.  Per oltre un secolo, l'O. latidens venne utilizzato come esempio standard di Ornithodesmus ed il campione frammentario venne per molto tempo ignorato. Nel 1913, Walter Reginald Hooley assegnò Ornithodesmus alla famiglia degli Ornithodesmidae, per distinguerlo dagli altri pterosauri.
Nel 1993, Stafford C. Howse e Andrew Milner riesaminarono la specie O. cluniculus e determinarono che Seeley aveva erroneamente descritto tale specie; identificarono Ornithodesmus come un dinosauro teropode. In particolare, hanno suggerito l'ornitodesmo appartenente alla famiglia degli troodontidi, in base alla somiglianza con il modello BMNH R4463. Tuttavia, dopo lo studio di Peter Makovicky e Mark Norell, fu mostrato questo modello essere un dromaeosauride. Darren Naish e colleghi, nel 2001, suggerirono invece un possibile collegamento con altre linee di teropodi più basali (primitivi), come Ceratosaurus o Coelophysis. Tuttavia, gli scienziati cambiarono opinioni, pubblicando un documento, nel 2007, accordandosi con gli studi precedenti e quindi classificando Ornithodesmus tra i dromeosauridi. Un'analisi del 2019 ha collocato Ornithodesmus nella famiglia Unenlagiidae, altrimenti considerato un sottogruppo di Dromaeosauridae.
In seguito a ciò, tutto il materiale relativo all'ordine degli pterosauri, precedentemente assegnato, fu attribuito al genere Istiodactylus.